# Nubel
Nubel (fl. metà IV secolo) è stato un militare berbero naturalizzato romano principe dei Mauretani.
Nato nella terra dei Giubaleni, era figlio di un Saturnino vir perfectissimus e di Colicia. Cristiano, insieme alla moglie Nonnica, portò un frammento della Vera Croce dalla Palestina a Rusguniae in Mauretania Cesariense, dove eresse una basilica per ospitare la reliquia.
Ebbe figli legittimi e da concubine; tra questi, Zammac, Firmo (che uccise Zammac e si ribellò a Valentiniano I), Gildone (che si ribellò all'imperatore Onorio), Mazuca, Mascezel, Dius e la figlia Cyra.